# طواف والوني 2021
طواف والوني 2021 (بالفرنسية: Tour de Wallonie 2021)‏ هو سباق دراجات هوائية، وهو الموسم رقم 48 من طواف الوني، وأقيم خلال الفترة 20 يوليو 2021، وحتى 24 يوليو 2021، وهو أحد سباقات سلسلة سباقات الاتحاد الدولي للدراجات للمحترفين 2021، وشارك فيه 172 متسابقاً ووصل إلى نهايته 141 متسابقاً.
فاز بالمركز الأول كوين سيمونز، وبالمركز الثاني Stan Dewulf ‏، وبالمركز الثالث Alexis Renard ‏، وفاز ديلان جروينويغن في ترتيب النقاط، وكان الفائز حسب النقاط للشباب كوين سيمونز، وكان الفائز في تصنيف الجبال Florian Vermeersch ‏، وفاز تريك سيغافريدو في ترتيب الفرق.

## الفرق
| فرق عالمية (13)- Groupama-FDJ - AG2R Citroën Team - Bora-Hansgrohe - Cofidis - Deceuninck-Quick Step - EF Education-Nippo - Intermarché-Wanty-Gobert Matériaux - Israel Start-Up Nation - Jumbo-Visma - Lotto Soudal - Qhubeka NextHash - Trek-Segafredo - UAE Team Emirates فرق برو (7)- Alpecin-Fenix - 2021 بي آند بي هوتيلز ‏ - بنجوال دبليو بي 2021 ‏ - سبورت فلاندرين بالويس 2021 ‏ - Arkéa-Samsic - TotalEnergies - أونو اكس برو سايكلنج تيم 2021 ‏ فرق قارية (5)- Baloise–Trek Lions ‏ - Hagens Berman Jayco ‏ - باولس سوزين بينغوال 2021 ‏ - فريق ريوال للدراجات 2021 ‏ - تارتيلتو-ايزوريكس 2021 ‏ |  |
| |  |

## المراحل
| قائمة المراحل | قائمة المراحل | قائمة المراحل             | قائمة المراحل      | قائمة المراحل | قائمة المراحل   | قائمة المراحل   |
| المرحلة       | التاريخ       | الدورة                    |                    | المسافة (كم)  | الفائز بالمرحلة | القائد العام    |
| ------------- | ------------- | ------------------------- | ------------------ | ------------- | --------------- | --------------- |
| مرحلة 1       | 20 يوليو      | Genappe ‏ – Héron ‏         | مرحلة جبلية        | 181٫98        | ديلان جروينويغن | ديلان جروينويغن |
| مرحلة 2       | 21 يوليو      | حلبة زولدر ‏ – حلبة زولدر ‏ | مرحلة مستوية       | 120٫16        | فابيو جاكوبسن   | ديلان جروينويغن |
| مرحلة 3       | 22 يوليو      | بلومبيير – Érezée ‏        | مرحلة جبلية متوسطة | 178٫05        | كوين سيمونز     | كوين سيمونز     |
| مرحلة 4       | 23 يوليو      | Neufchâteau ‏ – Fleurus ‏   | مرحلة جبلية متوسطة | 205٫09        | ديلان جروينويغن | كوين سيمونز     |
| مرحلة 5       | 24 يوليو      | دينانت – Quaregnon ‏       | مرحلة مستوية       | 189٫49        | فابيو جاكوبسن   | كوين سيمونز     |

## النتيجة

### مرحلة 1
هي مرحلة جبلية، أقيمت في 20 يوليو 2021، وامتدّت لمسافة 181.98 كيلومتر. فاز بالمرحلة ديلان جروينويغن، وكان متصدر الترتيب العام في نهاية المرحلة ديلان جروينويغن.
| التصنيف العام         | التصنيف العام     | التصنيف العام | التصنيف العام                      | التصنيف العام     |
| العداء                | العداء            | البلد         | الفريق                             | الوقت             |
| --------------------- | ----------------- | ------------- | ---------------------------------- | ----------------- |
| 1                     | ديلان جروينويغن   | هولندا        | Jumbo-Visma                        | 4 س 21 دقيقة 26 ث |
| 2                     | هوغو هوفستيتر     | فرنسا         | Israel Start-Up Nation             | + 4 ث             |
| 3                     | يجف دي بوندت      | بلجيكا        | Alpecin-Fenix                      | + 4 ث             |
| 4                     | جياني فرميش       | بلجيكا        | Alpecin-Fenix                      | + 6 ث             |
| 5                     | جينثي بيرمانز ‏    | بلجيكا        | Israel Start-Up Nation             | + 7 ث             |
| 6                     | Stan Dewulf ‏      | بلجيكا        | AG2R Citroën Team                  | + 8 ث             |
| 7                     | كوينتن هيرمانز    | بلجيكا        | Intermarché-Wanty-Gobert Matériaux | + 9 ث             |
| 8                     | بابتيست بلانكايرت | بلجيكا        | Intermarché-Wanty-Gobert Matériaux | + 9 ث             |
| 9                     | Tom Paquot ‏       | بلجيكا        | Bingoal Pauwels Sauces WB          | + 9 ث             |
| 10                    | ألكسندر كريستوف   | النرويج       | فريق الإمارات                      | + 10 ث            |
| مصدر: ProCyclingStats |                   |               |                                    |                   |

### مرحلة 2
هي مرحلة بسيطة، أقيمت في 21 يوليو 2021، وامتدّت لمسافة 120.16 كيلومتر. فاز بالمرحلة فابيو جاكوبسن، وكان متصدر الترتيب العام في نهاية المرحلة ديلان جروينويغن.
| التصنيف العام         | التصنيف العام   | التصنيف العام | التصنيف العام                      | التصنيف العام     |
| العداء                | العداء          | البلد         | الفريق                             | الوقت             |
| --------------------- | --------------- | ------------- | ---------------------------------- | ----------------- |
| 1                     | ديلان جروينويغن | هولندا        | Jumbo-Visma                        | 6 س 56 دقيقة 08 ث |
| 2                     | فابيو جاكوبسن   | هولندا        | دكونيك كويك ستب                    | + 0 ث             |
| 3                     | فرناندو جافيريا | كولومبيا      | فريق الإمارات                      | + 4 ث             |
| 4                     | هوغو هوفستيتر   | فرنسا         | Israel Start-Up Nation             | + 4 ث             |
| 5                     | كوينتن هيرمانز  | بلجيكا        | Intermarché-Wanty-Gobert Matériaux | + 4 ث             |
| 6                     | يجف دي بوندت    | بلجيكا        | Alpecin-Fenix                      | + 4 ث             |
| 7                     | Erik Resell ‏    | النرويج       | Uno-X Pro Cycling Team             | + 5 ث             |
| 8                     | أموري كابيو     | بلجيكا        | اركيا سامسيك                       | + 6 ث             |
| 9                     | جياني فرميش     | بلجيكا        | Alpecin-Fenix                      | + 6 ث             |
| 10                    | جينثي بيرمانز ‏  | بلجيكا        | Israel Start-Up Nation             | + 7 ث             |
| مصدر: ProCyclingStats |                 |               |                                    |                   |

### مرحلة 3
هي مرحلة جبلية متوسطة، أقيمت في 22 يوليو 2021، وامتدّت لمسافة 178.05 كيلومتر. فاز بالمرحلة كوين سيمونز، وكان متصدر الترتيب العام في نهاية المرحلة كوين سيمونز.
| التصنيف العام         | التصنيف العام     | التصنيف العام    | التصنيف العام                      | التصنيف العام      |
| العداء                | العداء            | البلد            | الفريق                             | الوقت              |
| --------------------- | ----------------- | ---------------- | ---------------------------------- | ------------------ |
| 1                     | كوين سيمونز       | الولايات المتحدة | تريك سيغافريدو                     | 11 س 03 دقيقة 27 ث |
| 2                     | Stan Dewulf ‏      | بلجيكا           | AG2R Citroën Team                  | + 3 ث              |
| 3                     | Alexis Renard ‏    | فرنسا            | Israel Start-Up Nation             | + 19 ث             |
| 4                     | Fernando Barceló ‏ | إسبانيا          | Cofidis                            | + 23 ث             |
| 5                     | Pascal Eenkhoorn ‏ | هولندا           | Jumbo-Visma                        | + 23 ث             |
| 6                     | كوينتن هيرمانز    | بلجيكا           | Intermarché-Wanty-Gobert Matériaux | + 26 ث             |
| 7                     | Maxim Van Gils ‏   | بلجيكا           | لوتو سودال                         | + 27 ث             |
| 8                     | أموري كابيو       | بلجيكا           | اركيا سامسيك                       | + 31 ث             |
| 9                     | جينثي بيرمانز ‏    | بلجيكا           | Israel Start-Up Nation             | + 32 ث             |
| 10                    | خوان بيدرو لوبيز  | إسبانيا          | تريك سيغافريدو                     | + 32 ث             |
| مصدر: ProCyclingStats |                   |                  |                                    |                    |

### مرحلة 4
هي مرحلة جبلية متوسطة، أقيمت في 23 يوليو 2021، وامتدّت لمسافة 205.09 كيلومتر. فاز بالمرحلة ديلان جروينويغن، وكان متصدر الترتيب العام في نهاية المرحلة كوين سيمونز.
| التصنيف العام         | التصنيف العام          | التصنيف العام    | التصنيف العام                      | التصنيف العام      |
| العداء                | العداء                 | البلد            | الفريق                             | الوقت              |
| --------------------- | ---------------------- | ---------------- | ---------------------------------- | ------------------ |
| 1                     | كوين سيمونز            | الولايات المتحدة | تريك سيغافريدو                     | 15 س 58 دقيقة 43 ث |
| 2                     | Stan Dewulf ‏           | بلجيكا           | AG2R Citroën Team                  | + 3 ث              |
| 3                     | Alexis Renard ‏         | فرنسا            | Israel Start-Up Nation             | + 19 ث             |
| 4                     | Fernando Barceló ‏      | إسبانيا          | Cofidis                            | + 23 ث             |
| 5                     | Pascal Eenkhoorn ‏      | هولندا           | Jumbo-Visma                        | + 23 ث             |
| 6                     | كوينتن هيرمانز         | بلجيكا           | Intermarché-Wanty-Gobert Matériaux | + 26 ث             |
| 7                     | Maxim Van Gils ‏        | بلجيكا           | لوتو سودال                         | + 27 ث             |
| 8                     | أموري كابيو            | بلجيكا           | اركيا سامسيك                       | + 31 ث             |
| 9                     | إليوت ليتير            | بلجيكا           | B&B Hotels p/b KTM                 | + 31 ث             |
| 10                    | Fabio Van den Bossche ‏ | بلجيكا           | Sport Vlaanderen-Baloise           | + 32 ث             |
| مصدر: ProCyclingStats |                        |                  |                                    |                    |

### مرحلة 5
هي مرحلة بسيطة، أقيمت في 24 يوليو 2021، وامتدّت لمسافة 189.49 كيلومتر. فاز بالمرحلة فابيو جاكوبسن، وكان متصدر الترتيب العام في نهاية المرحلة كوين سيمونز.
| التصنيف العام         | التصنيف العام | التصنيف العام | التصنيف العام | التصنيف العام |
| العداء                | العداء        | البلد         | الفريق        | الوقت         |
| --------------------- | ------------- | ------------- | ------------- | ------------- |
| مصدر: ProCyclingStats |               |               |               |               |

## التصنيف العام النهائي
| التصنيف العام         | التصنيف العام     | التصنيف العام    | التصنيف العام                      | التصنيف العام      |
| العداء                | العداء            | البلد            | الفريق                             | الوقت              |
| --------------------- | ----------------- | ---------------- | ---------------------------------- | ------------------ |
| 1                     | كوين سيمونز       | الولايات المتحدة | تريك سيغافريدو                     | 20 س 31 دقيقة 13 ث |
| 2                     | Stan Dewulf ‏      | بلجيكا           | AG2R Citroën Team                  | + 4 ث              |
| 3                     | Alexis Renard ‏    | فرنسا            | Israel Start-Up Nation             | + 20 ث             |
| 4                     | Fernando Barceló ‏ | إسبانيا          | Cofidis                            | + 24 ث             |
| 5                     | Pascal Eenkhoorn ‏ | هولندا           | Jumbo-Visma                        | + 24 ث             |
| 6                     | كوينتن هيرمانز    | بلجيكا           | Intermarché-Wanty-Gobert Matériaux | + 27 ث             |
| 7                     | Maxim Van Gils ‏   | بلجيكا           | لوتو سودال                         | + 28 ث             |
| 8                     | شون كوين ‏         | الولايات المتحدة | Hagens Berman Axeon                | + 31 ث             |
| 9                     | أموري كابيو       | بلجيكا           | اركيا سامسيك                       | + 32 ث             |
| 10                    | Milan Menten ‏     | بلجيكا           | Bingoal Pauwels Sauces WB          | + 32 ث             |
| مصدر: ProCyclingStats |                   |                  |                                    |                    |

### تصنيف النقاط
| تصنيف النقاط          | تصنيف النقاط    | تصنيف النقاط     | تصنيف النقاط   | تصنيف النقاط |
| العداء                | العداء          | البلد            | الفريق         | النقاط       |
| --------------------- | --------------- | ---------------- | -------------- | ------------ |
| 1                     | ديلان جروينويغن | هولندا           | Jumbo-Visma    | 50 نقطة      |
| 2                     | ديلان جروينويغن | هولندا           | Jumbo-Visma    | 50 نقطة      |
| 3                     | فرناندو جافيريا | كولومبيا         | فريق الإمارات  | 39 نقطة      |
| 4                     | أموري كابيو     | بلجيكا           | اركيا سامسيك   | 34 نقطة      |
| 5                     | كوين سيمونز     | الولايات المتحدة | تريك سيغافريدو | 33 نقطة      |
| مصدر: ProCyclingStats |                 |                  |                |              |

### تصنيف الجبال
| تصنيف الجبال          | تصنيف الجبال        | تصنيف الجبال | تصنيف الجبال                       | تصنيف الجبال |
| العداء                | العداء              | البلد        | الفريق                             | النقاط       |
| --------------------- | ------------------- | ------------ | ---------------------------------- | ------------ |
| 1                     | Florian Vermeersch ‏ | بلجيكا       | لوتو سودال                         | 32 نقطة      |
| 2                     | توم فان أسبروك      | بلجيكا       | Israel Start-Up Nation             | 26 نقطة      |
| 3                     | ألكسيس غوجيراد      | فرنسا        | AG2R Citroën Team                  | 18 نقطة      |
| 4                     | جيانلوكا برامبيلا   | إيطاليا      | تريك سيغافريدو                     | 16 نقطة      |
| 5                     | بابتيست بلانكايرت   | بلجيكا       | Intermarché-Wanty-Gobert Matériaux | 16 نقطة      |
| مصدر: ProCyclingStats |                     |              |                                    |              |

## تصنيف الفرق

### الفرق حسب الوقت
| تصنيف الفرق حسب الوقت | تصنيف الفرق حسب الوقت    | تصنيف الفرق حسب الوقت | تصنيف الفرق حسب الوقت |
| الفريق                | الفريق                   | البلد                 | الوقت                 |
| --------------------- | ------------------------ | --------------------- | --------------------- |
| 1                     | تريك سيغافريدو           | الولايات المتحدة      | 61 س 35 دقيقة 02 ث    |
| 2                     | Cofidis                  | فرنسا                 | + 13 ث                |
| 3                     | لوتو سودال               | بلجيكا                | + 17 ث                |
| 4                     | Sport Vlaanderen-Baloise | بلجيكا                | + 25 ث                |
| 5                     | AG2R Citroën Team        | فرنسا                 | + 2 دقيقة 27 ث        |
| مصدر: ProCyclingStats |                          |                       |                       |

## تصانيف فرعية

### تصنيف أفضل عداء
| تصنيف أفضل عداء       | تصنيف أفضل عداء | تصنيف أفضل عداء | تصنيف أفضل عداء | تصنيف أفضل عداء |
| العداء                | العداء          | البلد           | الفريق          | النقاط          |
| --------------------- | --------------- | --------------- | --------------- | --------------- |
| 1                     | يجف دي بوندت    | بلجيكا          | Alpecin-Fenix   |                 |
| مصدر: ProCyclingStats |                 |                 |                 |                 |

### تصنيف أفضل شاب
| تصنيف أفضل شاب        | تصنيف أفضل شاب  | تصنيف أفضل شاب   | تصنيف أفضل شاب         | تصنيف أفضل شاب     |
| العداء                | العداء          | البلد            | الفريق                 | الوقت              |
| --------------------- | --------------- | ---------------- | ---------------------- | ------------------ |
| 1                     | كوين سيمونز     | الولايات المتحدة | تريك سيغافريدو         | 20 س 31 دقيقة 13 ث |
| 2                     | Stan Dewulf ‏    | بلجيكا           | AG2R Citroën Team      | + 4 ث              |
| 3                     | Alexis Renard ‏  | فرنسا            | Israel Start-Up Nation | + 20 ث             |
| 4                     | Maxim Van Gils ‏ | بلجيكا           | لوتو سودال             | + 28 ث             |
| 5                     | شون كوين ‏       | الولايات المتحدة | Hagens Berman Axeon    | + 31 ث             |
| مصدر: ProCyclingStats |                 |                  |                        |                    |

## وصلات خارجية
- الموقع الرسمي
- لمحة عن سباق طواف والوني 2021 على موقع  ProCyclingStats   (برو  سايكلنج  ستاتس) - إحصاءات  محترفي  الدراجات.
- طواف والوني 2021 على موقع إحصائيات الدراجات الإحترافية (الإنجليزية)